# الخصوص
الخصوص مدينة مصرية تتبع محافظة القليوبية.

## التاريخ
تُعد مدينة الخصوص من النواحي القديمة، وأصلها قرية تُسمّى «خصوص عين شمس» كانت تتبع أعمال الشرقية، حيث ذكرها ابن مماتي عندما أحصى قرى أعمال الشرقية بعد الروك الصلاحي، وقال هي من الضواحي. كما ذكرها ابن الجيعان بهذا الاسم في كتابه «التحفة السنية بأسماء البلاد المصرية» الذي أحصى فيه قُرى أعمال ضواحي القاهرة بعد الروك الناصري. وعُرفت باسمها الحالي منذ سنة 1228هـ/1813م.